# Stig Wilén
John Hilding Stig Wilén, född 14 augusti 1903 i Fellingsbro församling i Örebro län, död 23 december 1983 i Kungsholms församling i Stockholm, var en svensk militär.

## Biografi
Wilén avlade studentexamen i Örebro. Han avlade officersexamen vid Krigsskolan 1925 och utnämndes samma år till fänrik vid Västmanlands regemente, varefter han 1926 överfördes till Bohusläns regemente, där han befordrades till underlöjtnant 1928 och till löjtnant 1930. Han befordrades till kapten 1939, var chef för Tredje intendenturkompaniet 1939–1942 och var regementsintendent vid Hallands regemente 1942–1945. År 1945 befordrades han till major, varpå han var chef för Första intendenturkompaniet 1945–1948, var chef för arméns intendenturförråd i Karlsborg från 1948, var stabsintendent i staben vid III. militärområdet 1951–1953 och var chef för Förrådskontrollkontoret i Intendenturavdelningen i Arméförvaltningen 1953–1954. År 1954 befordrades han till överstelöjtnant, varpå han var chef för Förrådskontrollkontoret i Arméintendenturförvaltningen 1954–1958. Wilén var därefter anställd vid Fastighetskontoret i Djursholms stad till 1969. Han är begraven på Djursholms begravningsplats.

## Utmärkelser
- Riddare av första klass av Svärdsorden, 1946.[12]